# Snelheidscontrole

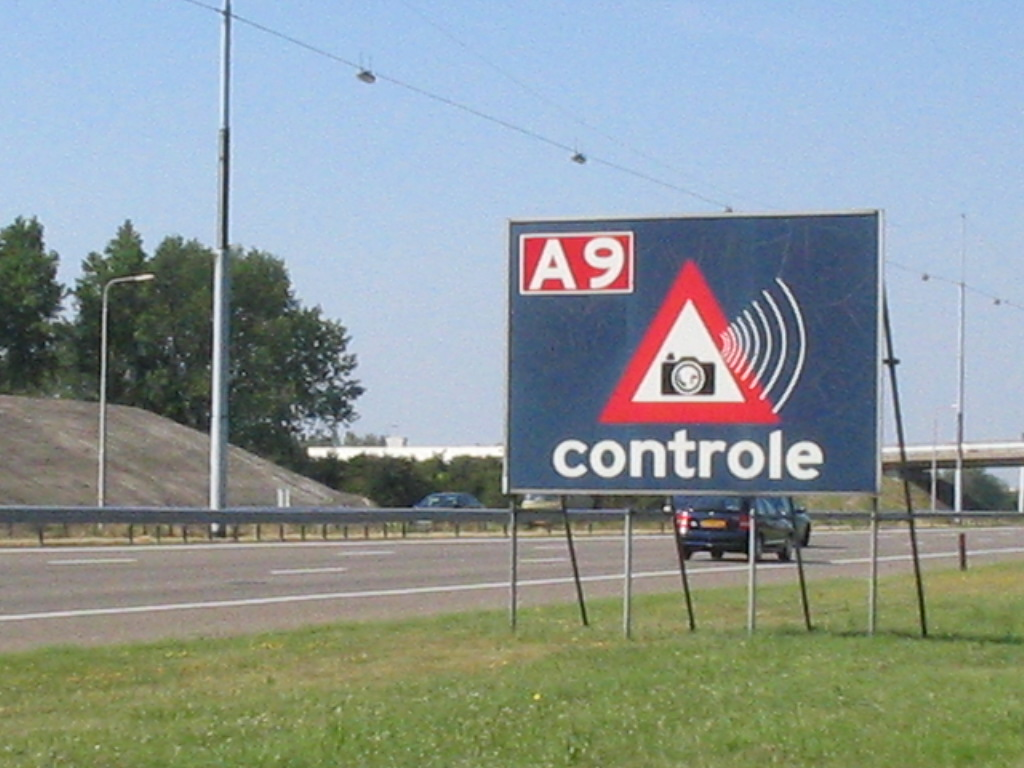
Waarschuwingsbord op de A9

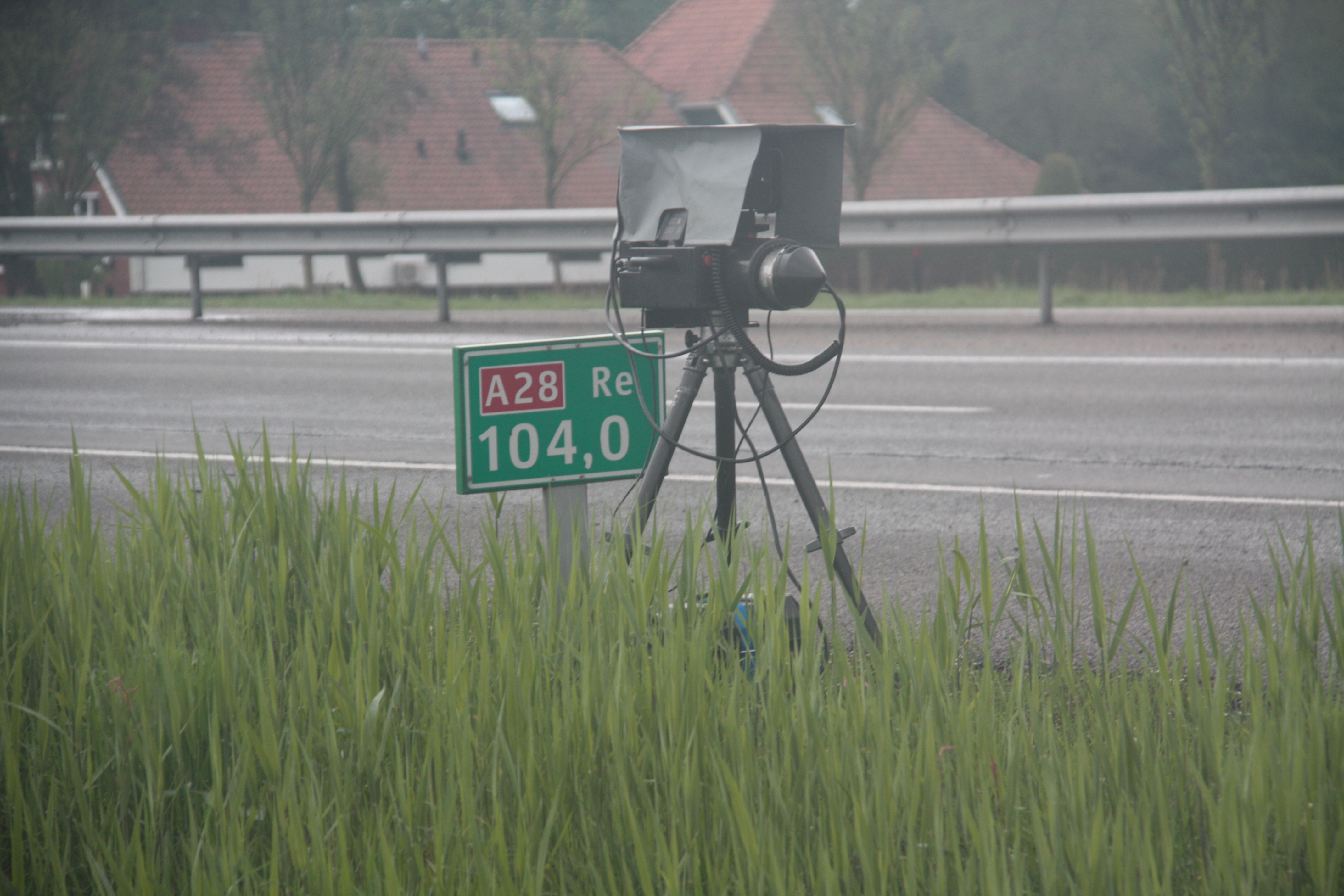
Snelheidscontrole langs de A28 (8 mei 2010)

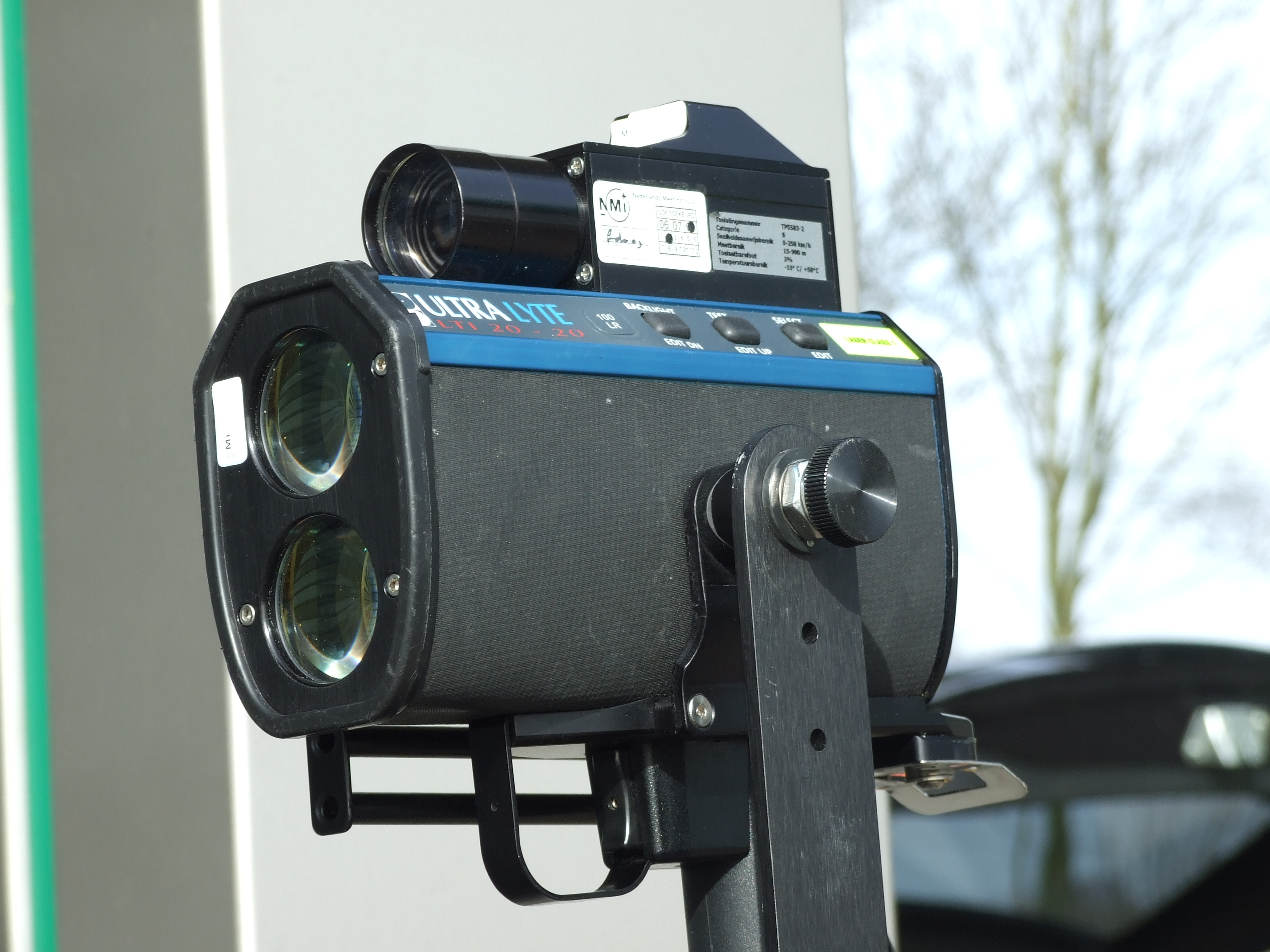
Lasergun

Een snelheidscontrole is een controle op het overschrijden van de maximumsnelheid in zowel het wegverkeer als de scheepvaart.
Wanneer een snelheidsovertreding wordt geconstateerd, wordt een (digitale) foto genomen van de kentekenplaat, en in sommige landen ook van de bestuurder. Vanwege mogelijke meetfouten als gevolg van onnauwkeurigheden aan de meetapparatuur wordt van de gemeten snelheid een technische marge afgetrokken.
Het is bewezen dat op wegvakken waar snelheidscontroles plaatsvinden het aantal verkeersongevallen daalt, het letsel en de schade bij een ongeval minder ernstig is, er minder agressief rijgedrag is, de doorstroming verbetert en er minder schadelijke uitlaatgassen uitgestoten worden.

## Manieren
Snelheidscontroles kunnen onder andere op de volgende manieren plaatsvinden:
- Flitspaal
- Lasergun
- Radarcontrole
- Trajectcontrole
- Snelheidsdisplay

## Naar land

### België
In België worden de snelheidscontroles uitgevoerd door de geïntegreerde politie: door de federale politie (voornamelijk op autosnelwegen) en door de lokale politie (op overige wegen).
Het doorgeven van de specifieke locaties, waar een snelheidscontrole plaatsvindt, op de radio is verboden sinds 2014. Sindsdien geven radiozenders een algemene locatie zoals de dichtstbijzijnde afrit door. Het gebruik van navigatiesysteem met voorgeprogrammeerde snelheidscontroles zoals Waze of Garmin is toegestaan.
In een arrest van 4 april 2017 oordeelde het Hof van Cassatie dat op de gemeten snelheid een correctie moet worden toegepast. Enkel met de gecorrigeerde snelheid mag rekening worden gehouden en deze wordt beschouwd als de werkelijke snelheid.

### Nederland
Snelheidscontroles worden in Nederland door twee politie-eenheden georganiseerd: de Landelijke Eenheid (LE) en de regiokorpsen.
Het doorgeven van snelheidscontroles via radiozenders, Traffic Message Channel of applicaties zoals Waze is toegestaan.